# 卵叶胡椒
卵叶胡椒（学名：Piper attenuatum）为胡椒科胡椒属的植物。分布于印度、不丹以及中国大陆的云南等地，多生在林中沟边湿地和树上，目前尚未由人工引种栽培。